# Żyrafowate
Żyrafowate (Giraffidae) – rodzina dużych ssaków z podrzędu przeżuwaczy (Ruminantia) w obrębie rzędu parzystokopytnych (Artiodactyla) obejmująca dwa rodzaje żyjące współcześnie i szereg rodzajów wymarłych. Oba obecnie żyjące rodzaje zasiedlają Afrykę.
Najwcześniej datowane szczątki przodków żyrafowatych należą do przedstawicieli rodzaju Climacoceras należącego do rodziny Climacoceratidae, żyjącego we wczesnym miocenie.

## Cechy charakterystyczne
Masa ciała wynosi 250–1500 kg. Gatunki cechuje wąska, wydłużona głowa, cienkie wargi oraz chwytny język. Na głowie występują rogi, pokryte porośniętą sierścią skórą. W szczęce brak kłów oraz siekaczy. W uzębieniu żuchwy występuje długa diastema pomiędzy siekaczami i siekaczopodobnymi kłami a zębami policzkowymi (przedtrzonowcami i trzonowcami).
| Wzór zębowy | Wzór zębowy | I | C | P | M |
| ----------- | ----------- | - | - | - | - |
| 32          | =           | 0 | 0 | 3 | 3 |
| 32          | =           | 3 | 1 | 3 | 3 |

## Systematyka
Do rodziny należą dwie występujące współcześnie podrodziny:
- Giraffinae J.E. Gray, 1821
- Okapiinae Bohlin, 1926

Opisano również podrodziny wymarłe:
- Bohliniinae Solounias, 2007
- Canthumerycinae W.R. Hamilton, 1978
- Giraffokerycinae Solounias, 2007
- Palaeotraginae Pilgrim, 1911
- Sivatheriinae Bonaparte, 1850

Taksony wymarłe o statusie incertae sedis:
- Bugtimeryx Ginsburg, Morales & Soria Mayor, 2001[10]
- Lyra Rios & Solounias, 2024 – jedynym przedstawicielem był Lyra sherkana Rios & Solounias, 2024
- Progiraffa Pilgrim, 1908[11] – jedynym przedstawicielem był Progiraffa exiguus Pilgrim, 1908
- Propaleomeryx Lydekker, 1883[12] – jedynym przedstawicielem był Propalaeomeryx sivalensis Lydekker, 1883
- Umbrotherium Abbazzi, Delfino, Gallai, Trebini & Rook, 2008[13]